# ミハイル・トゥハチェフスキー
ミハイル・ニコラエヴィチ・トゥハチェフスキー（ロシア語: Михаи́л Никола́евич Тухаче́вский, ラテン文字転写: Mikhail Nikolaevich Tukhachevskii, 1893年2月16日 - 1937年6月11日）は、ソビエト連邦の軍人。ソ連邦元帥。
赤軍の機械化を推進。数々の画期的戦術理論を編みだし、赤軍の至宝、あるいは赤いナポレオンと呼ばれた。とりわけ彼の「縦深戦術理論」はその後の軍事理論に大きな影響を与えた。スターリンの赤軍大粛清の犠牲者の1人。

## 経歴

### 前半生

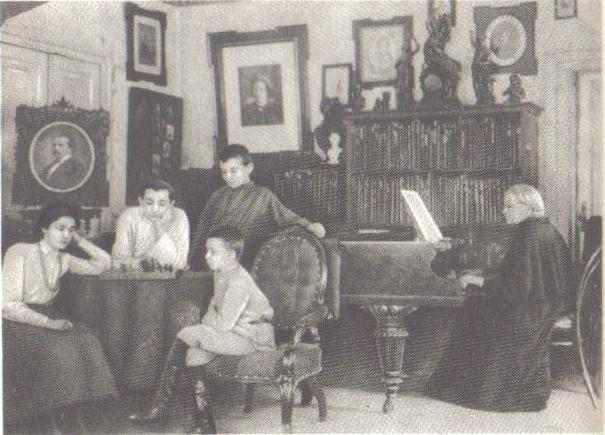
トゥハチェフスキーと、その家族

ロシア帝国の没落貴族の息子として、スモレンスク県のアレクサンドロフスコエ（サフォノヴォ近郊）に生まれた。生後まもなくトゥハチェフスキー家は経済的困窮のためモスクワ南東ヴォルガ川流域の都市ペンザへ移住し、ミハイルも同地の中学校に通った。

### 帝国軍人
1909年にはモスクワへ引っ越し、陸軍幼年学校へ入学。幼年学校を首席で卒業した後、アレクサンドルの士官学校へ入る。1914年7月、ロシア帝国陸軍少尉に任官して、「近衛セミョーノフ連隊」に配属され、この直後にはじまった第一次世界大戦に従軍。最初の6ヶ月間で6個の勲章を授与される活躍をして大尉まで昇進したが、1915年2月にロムツァ郊外でドイツ軍の捕虜となる。その後、五度にわたり脱走を試みた末、1917年8月に成功。パリとロンドンをへて晩秋にロシアへ帰国したが、すでにロシア国内では2月革命で帝政は崩壊し、アレクサンドル・ケレンスキーによる臨時政府が誕生していた。さらにそれも10月革命でレーニンらボリシェヴィキに倒される。

### 赤軍軍人
こうした情勢の中、祖国の新しい権力に従うことを決めたトゥハチェフスキーは、1918年4月にボリシェヴィキ党と赤軍に入る。まともな軍事教養を持たない農民などの被支配階級がほとんどの赤軍では元帝政軍人が重用され、トゥハチェフスキーも中将・軍司令官の待遇で迎え入れられた。1918年6月には第1軍司令官としてヴォルガ川流域まで破竹の勢いで侵攻してきたチェコスロヴァキア軍と戦い、9月にはシビルスクを占領してレーニンから賞賛された。1919年3月、シベリア政府（白軍）のコルチャーク軍の進攻があった際には主力である第5軍司令官を任せられ、見事にコルチャーク軍を撃破。この功績で赤旗勲章を授与された。さらに1919年秋になると、今度はデニーキン将軍の軍勢が南方からモスクワに迫り、トゥハチェフスキーは南方方面軍司令官としてこれと相対し、優れた戦争指導で1920年3月までにデニーキン軍を総崩れにする。

### ポーランド・ソビエト戦争
しかしそれも束の間で1920年4月に今度はポーランド軍（国境問題でロシアと対立していた）が内乱に付け込んでロシア領へ侵攻してくる。トゥハチェフスキーは西部方面軍司令官として参戦、「我々の銃剣で勤労人類に幸福と平和をもたらす。西欧へ」と世界革命の前哨戦と主張し兵士達を鼓舞しながら、この戦いもまたトゥハチェフスキー軍の活躍によりポーランド軍を敗退に追いやり6月には逆にロシア軍がポーランド領へと侵攻した。しかしこの時、トゥハチェフスキーは首都ワルシャワの攻略を試みて失敗。レーニンはこれを隣接の南西方面軍の協力がなかったためであるとし、その責任を南西方面軍軍事委員だったスターリン一人に押し付けたので（これによりスターリンは革命軍事会議議員を罷免される）、トゥハチェフスキーが罰せられることは無かった。しかしこれがスターリンのトゥハチェフスキーへの深い憎悪の発端となったという。その後、ポーランド軍はフランスの支援を受けて反転攻勢に転じ、トゥハチェフスキー率いるロシア軍は惨敗して命からがら帰国した。トゥハチェフスキー唯一の敗北の戦争であった（ポーランド・ソビエト戦争）。

### 赤軍元帥

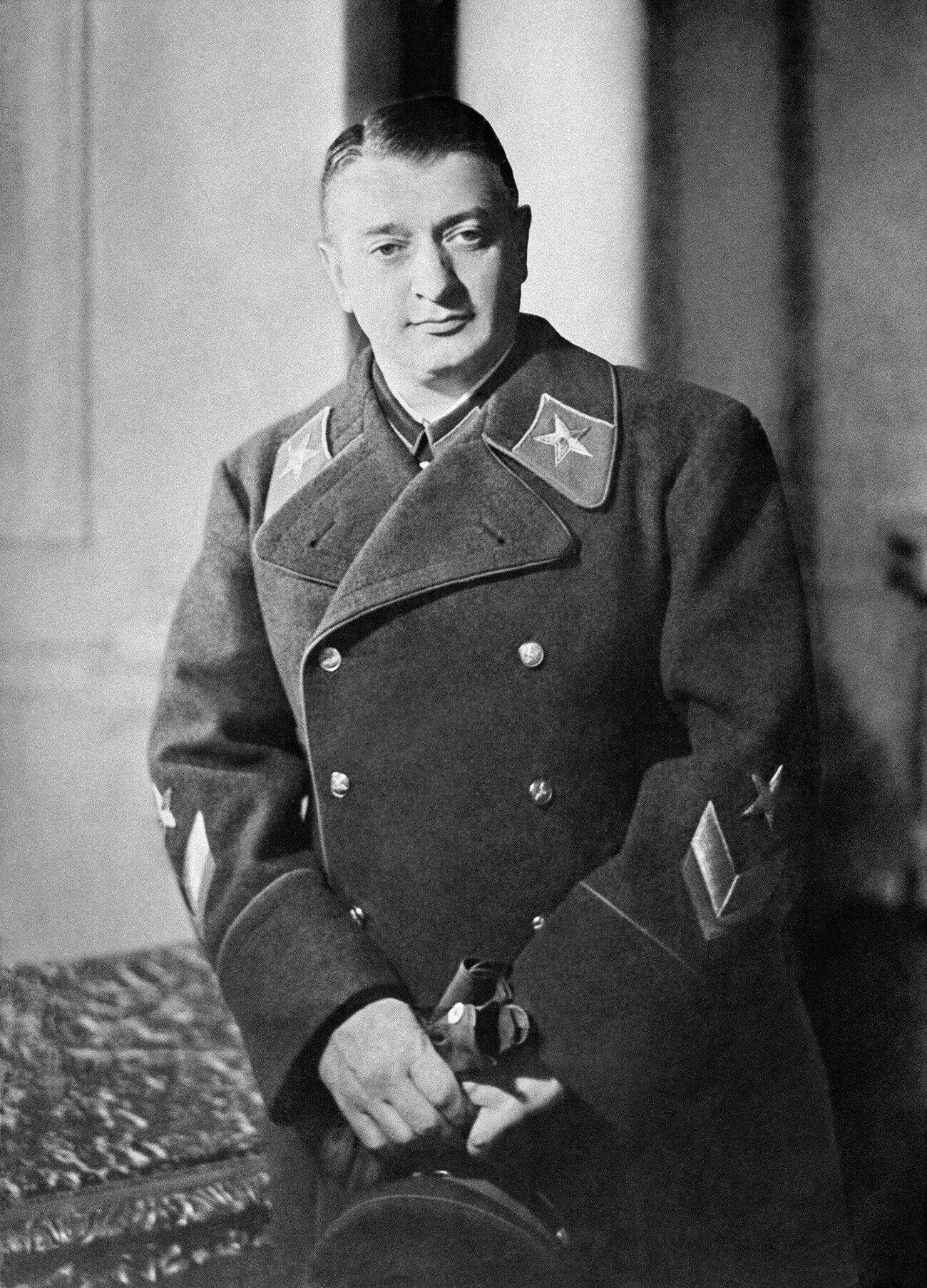
トゥハチェフスキー（1936年）

1921年3月にはクロンシュタットで水兵の反乱、5月にはタンボフ州での3万人の農民蜂起などがあったが、いずれもトゥハチェフスキーがこれを鎮圧。1924年にはレーニンが死去し、スターリンがその後継として独裁権力を掌握しはじめ、1925年にはスターリンの腹心のクリメント・ヴォロシーロフが陸海軍人民委員（のちの国防人民委員）になり、反スターリン的またはその見なされる将校たちが多数追放されはじめたが、内戦時代からの国家的英雄であるトゥハチェフスキーにはさすがのスターリンも手が出せず、1925年から1928年までの間、トゥハチェフスキーは赤軍参謀長に就任し、1931年からは陸海軍人民委員代理兼兵器局長に就任する。この間、赤軍再編成や機械化部隊・空挺部隊などの導入など、一貫して赤軍の機械化・近代化につとめ、その運用のための縦深作戦理論の確立に指導的役割を果たした。こうした功績により、1934年からは共産党中央委員会委員候補に選出され、1935年にはヴォロシーロフら4名とともにソ連赤軍最初の元帥の一人となった。しかしスターリンは相変わらずポーランド・ソビエト戦争時の恨みを抱き続け、またトゥハチェフスキーがソ連軍に多大な功績を残して国内外からスターリンを差し置いて脚光を浴びるのを見るたびにスターリンは自尊心を傷つけられ、自分の独裁者としての地位さえも脅かしかねないと危機感を抱くようになっていく。トゥハチェフスキーはスターリンにとってもっとも不愉快な人物となり、ついにスターリンはその抹殺を目論むようになる。

### 粛清

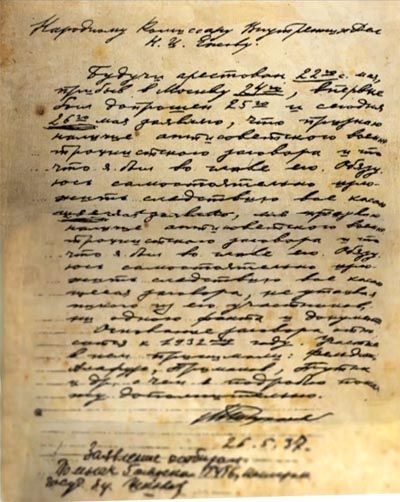
トゥハチェフスキーの血まみれの告白
歴史家のモンテフィオーリによれば、トゥハチェフスキーは、同じく粛清されたアヴェル・イェヌキゼが1928年に自分をスカウトしたこと、自分はニコライ・ブハーリンと共謀して権力を掌握しようとしたドイツの工作員であること、トロツキスト軍事陰謀団を率いたことを告白した。 公文書館に残されたトゥハチェフスキーの告白文には、茶色のしぶきがかかっており、それは後に、拷問で飛び散った血痕であることが判明した。

1937年5月11日にトゥハチェフスキーは陸海軍人民委員代理の職を免ぜられ、ヴォルガ軍管区司令官に左遷されている。
ナチス・ドイツの諜報機関SD（親衛隊情報部）司令官ラインハルト・ハイドリヒも、独ソ戦があった場合もっとも強敵になるであろう名将トゥハチェフスキーを抹殺する絶好のチャンスを見逃さず、ドイツ国防軍の将軍たちとトゥハチェフスキーが接触していたという偽造文書の作成を1936年末ごろから開始していた。これをドイツからの攻撃を恐れて親ソになっていたチェコスロヴァキアのベネシュ大統領に怪しまれないように入手させ、ソ連のチェコ公使アレクサンドロフスキーを通じて1937年5月上旬から半ば頃にモスクワのスターリンに送られたという。この事実関係についてはほぼ間違いないとされている。一方ドイツ側のこうした工作の影響を過大評価はできず、ドイツ側がどう出ようがスターリンはトゥハチェフスキーを粛清していたと主張する者もいる。
また、戦後明らかにされた親衛隊情報部長（当時）ヴァルター・シェレンベルクの回顧録では、ドイツ側はトゥハチェフスキーのスターリン打倒計画を察知していたことを明らかにしている。ヒトラーはトゥハチェフスキーを追い出した方がソ連軍が弱体化すると判断、スターリンの特使に対して300万ルーブルで情報を売り渡したとしている。
いずれにせよスターリンはこれを口実にして、5月24日にソ連共産党政治局においてトゥハチェフスキーを「ドイツ参謀本部とゲシュタポのスパイ」とする決議を出し、1937年5月26日に彼を逮捕させた。トハチェフスキーは拷問にかけられ、自白を強要させられた。トゥハチェフスキーの調書にはその時の血痕が残されている。
6月10日までに取り調べは終了し、翌11日にヤキール一等軍司令官（キエフ軍管区司令官)・コルク二等軍司令官（フルンゼ陸軍大学校校長）・フェルトマン三等軍司令官（赤軍人事部長）・プリマコフ三等軍司令官（レニングラード軍管区副司令官）らともに特別軍事裁判にかけられ、裁判にかけられた8人全員が赤軍階級の名称剥奪の上、銃殺刑の判決。刑は、その日の内にモスクワのルビヤンカ刑務所で執行された。
トゥハチェフスキーの家族（妻ニーナ、娘スベトラーナ、母マウラ、弟アレクサンドルとニコライ、3人の姉妹とそれぞれの夫と子供（妹1人は姓を変え逃れている））も「陰謀に加担した」と見なされ逮捕、強制収容所へ送られた。うち妻ニーナと弟のアレクサンドルとニコライ、妹の夫2人、計5人が銃殺刑に処せられた。母マウラと妹ソフィアは追放先で死亡している。また12歳の娘スベトラーナは孤児院に送られた。最終的に姉妹3人と娘1人が大粛清を生き延びた。

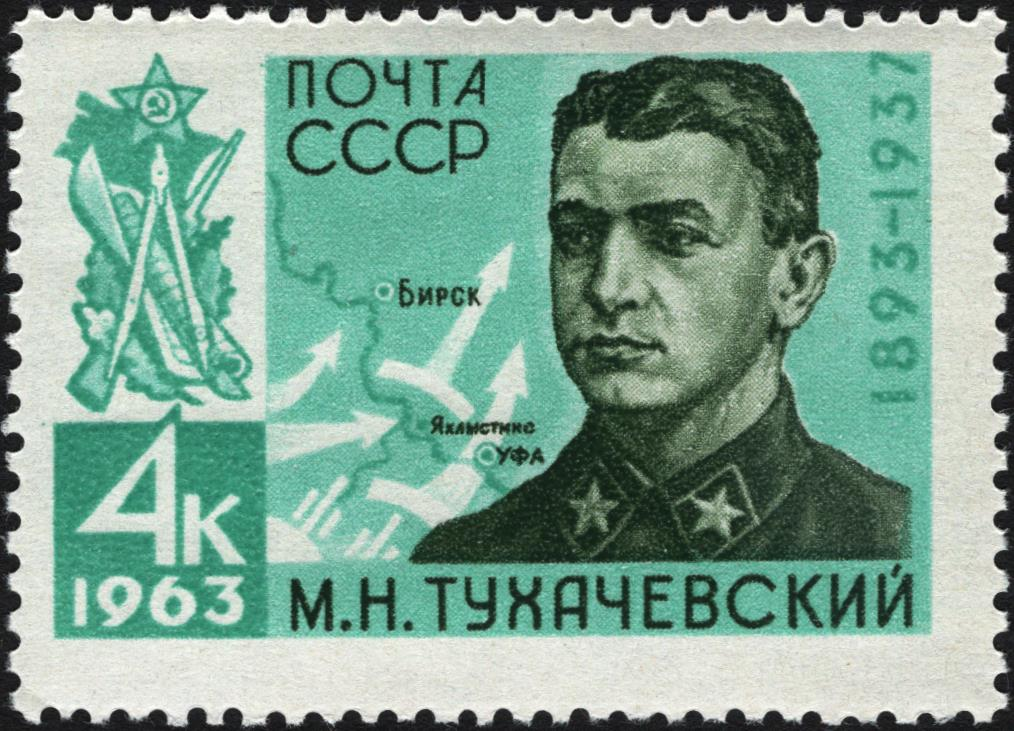
トゥハチェフスキーの切手（1963年）

以降、翌年までの間、いわゆる“赤軍大粛清”が吹き荒れて赤軍の旅団長以上の者の45％が殺され、赤軍は壊滅状態に陥った。なおトゥハチェフスキー自身は、スターリンの死後、スターリン批判にともない名誉回復を受けた。1963年には、トゥハチェフスキーの肖像が描かれた切手がソ連で発行されている。

## 人物像
- 1935年、空挺部隊が参加した戦術演習を行い、ロシア空挺軍の生みの親とされる。また、ロケット兵器研究所の設立を積極的に支持した。ロシア内戦史と軍事理論の多くの著作を有する。
- 死刑判決間際にはスターリンを実名で呼び捨てながら、党と人民の敵として弾劾するなどの剛毅さをみせた。
- 1921年のクロンシュタットの反乱（ソビエト体制に対し、民主化を要求）では容赦のない攻撃を加えて鎮圧し、同年6月12日には、農民による反乱が起こっていたタンボフ州で毒ガス使用による反乱鎮圧を命令するというような冷酷さもあった。
- 作曲家のショスタコーヴィチと交友関係があった。
- 大粛清を生き延びたスターリンの側近モロトフは、スターリンの死後、大粛清に多くの冤罪があったことを認めたが、トゥハチェフスキーについては冤罪ではないと主張し続けた。モロトフによると1936年終わり頃からトゥハチェフスキーはクーデタの準備を進めていたのだという。モロトフは「トゥハチェフスキー達がクーデターを実行する日まで我々は知っていた」と主張している。しかしその一方でそのクーデタ計画についてモロトフは「（トゥハチェフスキーの）気持ちはわかる。自分が逮捕されるのを恐れていたのだ」とも述べている[10]。